# Hegyháthodász
Hegyháthodász (em alemão: Hodis) é um município da Hungria, situado no condado de Vas. Tem 8,08 km² de área e sua população em 2015 foi estimada em 166 habitantes.